# Ефенді (співачка)
Саміра Азер кизи Ефендієва (азерб. Samirə Azər qızı Əfəndiyeva; також відома як Саміра Ефенді та Ефенді; нар. 17 квітня 1991) — азербайджанська співачка. Представниця Азербайджану на пісенному конкурсі «Євробачення 2021», який відбувся в Роттердамі, Нідерланди.

## Життєпис

### Ранні роки
Саміра Азер кизи Ефендієва народилася 17 квітня 1991 року в Баку в сім'ї військових.
У 1992—1998 роках навчалася в дитячій музичній школі № 16 імені Койкеб Сафаралієвої, за класом фортепіано, по закінченню якої вступила до Бакинського музичного училища імені Асафа Зейналлі, яке закінчила 2010 року.

### Рання кар'єра
Ефендієва здобула популярність в Азербайджані після участі в співочих конкурсах Yeni uninstall master (2009), Böyük Səhnə (2014) і Səs Azərbaycan (2015—2016, третє місце).
2017 року Ефендієва підписала контракт про співпрацю зі продюсером Ідрісом Джафаровим. У рамках угоди Ефендієва виступатиме під псевдонімом Ефенді (англ. Efendi). Першою спільною роботою Ефенді та Джафарова став відеокліп на пісню «Я танцую». Того ж року вона була представником Азербайджану на міжнародному співочому конкурсі «Silk Way Star», який проходив в Алмати, Казахстан, де посіла третє місце.
28 червня 2018 року вийшов дебютний мініальбом «Toca Me», до нього ввійшло чотири композиції, зокрема «Я танцую» та дуетна пісня «Toca Me» із Seeya.
Ефенді знову представляла свою країну на фестивалі «Voice of Nur-Sultan», що проходив у Нур-Султані, Казахстан, 2019 року.

### Євробачення-2020
28 лютого 2020 року азербайджанська телекомпанія İTV оголосила, що Ефенді буде представляти Азербайджан на пісенному конкурсі «Євробачення 2020». 10 березня відбулася прем'єра пісні «Cleopatra» з якою вона мала виступити в першому півфіналі «Євробачення», однак через пандемію коронавірусної хвороби 2019—2020 років конкурс було скасовано. Невдовзі стало відомо, що Ефенді все ж представить свою країну на конкурсі, та вже 2021 року.

### Євробачення-2021
На конкурсі в Роттердамі 18—22 травня Ефенді представила пісню «Мата Гарі» 

## Дискографія

### Мініальбом
| Назва   | Деталі                                                                                      |
| ------- | ------------------------------------------------------------------------------------------- |
| Toca Me | - Дата: 28 червня 2018 - Поширення: Wedia Corp. Music - Формат: Digital download, streaming |

### Сингли
| Назва              | Рік  |
| ------------------ | ---- |
| «Фальшивая Любовь» | 2018 |
| «Yarımın Yarı»     | 2019 |
| «Sen Gelende»      | 2019 |
| «Yol Ayrıcı»       | 2019 |
| «Cleopatra»        | 2020 |